# Apeú
Vila do Apeú 
Distrito de Apeú, mais conhecido como Vila centenária do Apeú, localizado na cidade de Castanhal, no Pará. É conhecido, no campo da cultura popular, gastronômica, religiosa, e por seu carnaval, onde o ritmo principal é o forró. Conhecido também por seus igarapés e suas matas.
Surgindo em 1883 antes da chegada da Estrada de Ferro Belém - Bragança, onde em 1885 os trilhos chegaram ao povoado do Apeú.